# Exitos De Gloria Estefan
Exitos de Gloria Estefan é a primeira coletânea musical de grandes sucessos da cantora cubana Gloria Estefan, lançada em 1990.

## Descrição
Em 1990, após obter um retorno bem sucedido com o álbum Cuts Both Ways, Gloria Estefan apresenta aos fãs a sua primeira coletânea. O disco abrange os sucessos na língua espanhola, exceto "Dr. Beat" e "Conga", que permanecem em inglês; afinal, esses dois hits foram fundamentais para alavancar o sucesso da cantora.
Também se confere as versões em espanhol de "Anything for You" ("No Te Olvidaré"); "Words Get in the Way" ("No Me Vuelvo a Enamorar"); e "Don't Wanna Lose You" ("Si Voy a Perderte")
Para o mercado brasileiro, a versão em português de "Here We Are", "Toda pra Você", foi inclusa na coletânia como faixa bônus.

## Faixas
1. "Renacer" (Olivia, Giordano, Serrano, Muriano) – 3:21 (Versão de 1990, do álbum "Live Again" - 1977)
2. "Conga" (García) – 4:15 (Do álbum "Primitive Love" - 1985)
3. "No Será Fácil" (Estefan) – 4:37 (Do álbum "Rio" - 1982)
4. "Dr. Beat" (Garcia) - 4:21 (Do álbum "Eyes of Innocence" - 1984)
5. "Regressa a Mi" (Garcia) - 4:36 (Do álbum "MSN" - 1980)
6. "No Te Olvidaré (Versão em espanhol de Anything For You)" (Gloria Estefan) - 4:01 (Do álbum "Let it Loose" - 1987)
7. "Dingui-Li-Bangui" (Estefan) – 3:57 (Do álbum "Rio" - 1982)
8. "No Me Vuelvo a Enamorar (versão em espanhol de Words Get in the Way)" (Estefan) – 3:30 (Do álbum "Primitive Love" - 1985)
9. "Si Voy a Perderte (versão em espanhol de Don't Wanna Lose You)" (Estefan) – 4:06 (Do álbum "Cuts Both Ways" - 1989)
10. "Oye Mi Canto (versão em espanhol)" (Estefan, Casas & Ostwald) – 4:55 (Do álbum "Cuts Both Ways" - 1989)

## Desempenho nas paradas musicais
| parada musical (1990) | Melhor posição |
| --------------------- | -------------- |
| Top Latin Albums      | 32             |
| Latin Pop Albums1     | 1              |

### Faixa Bônus
1. "Toda Para Você (versão portuguesa de "Here We Are" (Reis) – 4:48

Somente nos formatos em CD e cassete.

## Single
- "Renacer